# 晃州风雨桥
晃州风雨桥是中国湖南省怀化市新晃侗族自治县晃州镇的一座梁桥，横跨㵲水，南连砂洲路，北接G242原老田线。

## 沿革
2011年3月，钢筋混凝土桥梁动工，2013年6月竣工。木质廊桥2013年6月动工，2014年1月完工，花费2980余万人民币。

## 建筑
风雨桥在侗族土地十分常见，顺应南方多雨气候，给行人提供休憩、安顿的场所，后来成为娱乐、聚会的地方。晃州风雨桥全长220米，宽12米，两面的入口有南北两座门楼，中间有5座鼓楼，卯榫结构的梁柱，鼓楼雕梁画栋，独具匠心，屋顶有飞鸟雕像；其中一座鼓楼，有15层，高达23.8米。

## 文化
晃州风雨桥楹联。
南门楼楹联：
|  | 春醉晃山开画境 梦圆舞水卧霓虹 ——张波 |

|  | 七彩染龙溪，波光塔影千重画 一弦弹舞水，楚雨湘风万古诗 ——王雪森 |

北门楼楹联：
|  | 桥横舞水湘天添胜景 路贯龙溪楚地展宏图 ——杨昌坤 |

|  | 桥通胜景三千里 韵寄清风一万年 ——陈湘衡 |

## 图册
- 晃州风雨桥。
- 晃州风雨桥。
- 晃州风雨桥。

## 脚注
1. 1 2 3 4  张家权. . 红网. 2014-01-27  [2020-04-05]. （原始内容存档于2021-01-21）.
2. ↑  江月卫 et al. (2006)，第69頁.